# ペインテックス
ペインテックス（Paintex）は、特殊な絵具を用いて布などに絵や模様を描く手芸である。

## 概要
この手芸の特徴は、顔料の性質上、模様が盛り上がって見えることと、顔料を乾燥しないうちに金銀など諸金属の粉末、毛糸の粉末および貝殻の粉末などをふりかけて、絵具以外の光や色を付けることができることである。
これで描かれた部分は、布に絵具が密着して布の繊維を固めるから描かれた線を境にして布を切り離しても糸がほつれない。
着物、羽織、帯などの模様、ハンカチ、ハンドバッグなどの服飾品から、テーブル掛け、壁掛け、クッション、ブックカバーなど室内装飾品に至るまで、応用される。布のみならず、木箱、皮革、セルロイドにも描くことができる。
方法は、パラフィン紙で円錐を作り、その中に絵具を入れ、尖端をわずかに切り落とし、その切り口を下絵に付けて絵具を出していくが、かなり細い線を自由に描くことができる。
絵具はいろいろな色があり、その上に粉末をふりかけるには絵具が乾かないうちに、すなわち描くとすぐに粉末をかけ、一昼夜そのままに放置して絵具を乾かす。